# Daphne Koster
Daphne Koster (L'Aia, 13 marzo 1981) è un'ex calciatrice olandese, di ruolo difensore.
Chiuse con il calcio giocato a 36 anni nell'Ajax, dove indossò la fascia di capitano, al termine della stagione 2016-2017 che vide la conquista del primo titolo nazionale e della prima Coppa nella storia della sezione femminile del club. Per 20 anni convocata nella nazionale olandese, della quale fu capitano negli ultimi anni, ha raggiunto le 136 presenze con 6 reti realizzate.

## Carriera

### Club
Durante il calciomercato estivo 2012 annuncia il suo trasferimento all'Ajax, società con la quale rimane fino al termine della carriera.
Nell'estate 2017, all'età di 36 anni, annuncia, assieme alla sua seconda gravidanza, il suo ritiro dal calcio giocato rimanendo tuttavia nella struttura dell'Ajax.

## Palmarès

### Club
- Eredivisie vrouwen: 2

AZ Alkmaar: 2009-2010
Ajax: 2016-2017
- KNVB Beker voor Vrouwen: 2

AZ Alkmaar: 2010-2011
Ajax: 2016-2017

### Individuale
- Beste Oranje Leeuwin

2014